# Хелемендик, Виктор Сергеевич
Ви́ктор Серге́евич Хелеме́ндик (род. 7 ноября 1934) — советский и российский журналист, историк, доктор исторических наук (1982), профессор, заслуженный работник культуры РСФСР (1983), член-корреспондент АПН СССР (1989) и РАО (1992).

## Биография
Защитил в Академии общественных наук при ЦК КПСС кандидатскую диссертацию «Проблемы координации взаимодействия массовых средств пропаганды: газета, радио, телевидение» (1969) и докторскую диссертацию «Система средств массовой информации и пропаганды и особенности её функционирования в условиях развитого социалистического общества» (1982). Работал директором издательства «Педагогика».
Действительный член РАЕН и Международной Славянской академии образования имени Яна Амоса Коменского. Член Союза писателей, член Правления Российского детского фонда. Член диссертационного совета (Д. 206.002.01) при Академии медиаиндустрии (Институт повышения квалификации работников ТВ и РВ). Является научным руководителем аспирантов кафедры.

## Основные работы
За годы журналистской, педагогической и научной деятельности опубликовано более 150 научных, научно-художественных и публицистических работ.
- «Союз пера, микрофона и телекамеры». — М., 1977. (Отмечена премией Союза журналистов СССР за лучшую научную работу года).
- «Система СМИ: координация взаимодействие их деятельности». — М., 1985.
- «Некоторые проблемы взаимодействия СМИ (ретроспективный взгляд)». В кн. Отечественное телевидение: традиции и новаторство, ч.3. М., 2006.
- «А. С. Макаренко. О воспитании». — М., 1988.
- «Воспитательные функции средств массовой коммуникации: влияние на интересы детей и молодёжи». — М., 1989.
- «Всеволод Вишневский». — М.: Молодая гвардия, серия «ЖЗЛ», 1980.- 398 с.: ил. + [25] л.; 21 см. — (ЖЗЛ: жизнь замечательных людей: серия биографий: основана в 1890 году / Ф. Павленков, в 1933 г. продолжена М. Горьким; Вып. 13 (606); (2-е изд. 1983).